# Zuidelijke zachtstaarttoepaja
De zuidelijke zachtstaarttoepaja of Borneo-bergtoepaja (Dendrogale melanura)  is een zoogdier uit de familie van de echte toepaja's (Tupaiidae). De wetenschappelijke naam van de soort werd voor het eerst geldig gepubliceerd door Oldfield Thomas in 1892.

## Kenmerken
De rugzijde is zwart met beige of kaneelbruin, de buikzijde is meer roodachtig of okerkleurig. De lichaamslengte bedraagt 10 tot 15 cm, de staartlengte 9 tot 14 cm en het gewicht 35 tot 60 gram.

## Leefwijze
Met zijn lange poten en klauwen kan het dier goed takken grijpen en klimt het ook meer in bomen dan andere toepaja’s. Dit dier is overdag actief en slaapt ’s nachts in een met bladeren bekleed boomnest.

## Verspreiding
Deze solitaire soort, die ook wel in groepen voorkomt, komt voor in de tropische bergbossen van Indonesië en Maleisië, op een hoogte van 900 tot 1500 meter.

## Voortplanting
Na een draagtijd van ongeveer 50 dagen worden 3 tot 4 jongen geboren.